# Sandra Načuk
Sandra Načuk [natchouk] (née le 17 août 1980 à Novi Sad en ex-Yougoslavie) est une joueuse de tennis de l'ex-Serbie-et-Monténégro, professionnelle d'août 1996 à 2004.
Le 11 mai 1999, au 2e tour de l'Open d'Allemagne, elle a été l'adversaire de Steffi Graf pour son 1000e match officiel, concédant la défaite 6-2, 3-6, 4-6.
L'année suivante, elle a atteint le 3e tour à Wimbledon (battue par Arantxa Sánchez Vicario), sa meilleure performance en simple dans une épreuve du Grand Chelem.
Pendant sa carrière, Sandra Načuk a gagné un tournoi WTA en double.

## Palmarès

### Titre en double dames
| No | Date       | Nom et lieu du tournoi   | Catégorie | Dotation  | Surface      | Partenaire           | Finalistes                            | Score    |          |
| -- | ---------- | ------------------------ | --------- | --------- | ------------ | -------------------- | ------------------------------------- | -------- | -------- |
| 1  | 19/04/1999 | Westel 900 Open Budapest | Tier IVa  | 142 500 $ | Terre (ext.) | Evgenia Kulikovskaya | Laura Montalvo Virginia Ruano Pascual | 6-3, 6-4 | Parcours |

### Finales en double dames
| No | Date       | Nom et lieu du tournoi    | Catégorie | Dotation  | Surface      | Vainqueures                          | Partenaire           | Score         |          |
| -- | ---------- | ------------------------- | --------- | --------- | ------------ | ------------------------------------ | -------------------- | ------------- | -------- |
| 1  | 02/08/1999 | Sanex Trophy Knokke-Zoute | Tier IVb  | 112 500 $ | Terre (ext.) | Eva Martincová Elena Wagner          | Evgenia Kulikovskaya | 3-6, 6-3, 6-3 | Parcours |
| 2  | 17/04/2000 | Westel 900 Open Budapest  | Tier IVb  | 110 000 $ | Terre (ext.) | Lioubomira Batcheva Cristina Torrens | Jelena Kostanić      | 6-0, 6-2      | Parcours |

## Parcours en Grand Chelem

### En simple dames
| Année | Open d'Australie | Open d'Australie | Internationaux de France | Internationaux de France | Wimbledon       | Wimbledon       | US Open         | US Open     |
| ----- | ---------------- | ---------------- | ------------------------ | ------------------------ | --------------- | --------------- | --------------- | ----------- |
| 1998  | -                | -                | -                        | -                        | -               | -               | 1er tour (1/64) | Anne Miller |
| 1999  | -                | -                | 1er tour (1/64)          | Sandrine Testud          | 1er tour (1/64) | Julie Halard    | 1er tour (1/64) | Mary Pierce |
| 2000  | 2e tour (1/32)   | Miriam Oremans   | 1er tour (1/64)          | Chanda Rubin             | 3e tour (1/16)  | Arantxa Sánchez | 1er tour (1/64) | Ai Sugiyama |
| 2001  | 2e tour (1/32)   | Marta Marrero    | -                        | -                        | -               | -               | -               | -           |

À droite du résultat, l’ultime adversaire.

### En double dames
| Année | Open d'Australie             | Open d'Australie        | Internationaux de France      | Internationaux de France  | Wimbledon                     | Wimbledon               | US Open                     | US Open                  |
| ----- | ---------------------------- | ----------------------- | ----------------------------- | ------------------------- | ----------------------------- | ----------------------- | --------------------------- | ------------------------ |
| 2000  | 1er tour (1/32) L. Němečková | A. Fusai N. Tauziat     | 1er tour (1/32) E. Martincová | M. Hingis Mary Pierce     | 1er tour (1/32) E. Martincová | A. Bachmann Eva Dyrberg | 1er tour (1/32) Tina Pisnik | Julie Halard Ai Sugiyama |
| 2001  | 1er tour (1/32) Tina Pisnik  | Kimberly Po Magüi Serna | 1er tour (1/32) Giulia Casoni | Bianka Lamade P. Schnyder | 1er tour (1/32) Giulia Casoni | Navrátilová A. Sánchez  | -                           | -                        |

Sous le résultat, la partenaire ; à droite, l’ultime équipe adverse.

## Classements WTA en fin de saison

### En simple
| Année | 1996 | 1997 | 1998 | 1999 | 2000 | 2001 | 2002 |
| Rang  | 439  | 210  | 128  | 112  | 100  | 205  | 522  |

Source : (en) « Classements de Sandra Načuk », sur le site officiel du WTA Tour

### En double
| Année | 1997 | 1998 | 1999 | 2000 | 2001 | 2002 |
| Rang  | 208  | 305  | 94   | 75   | 248  | 281  |

Source : (en) « Classements de Sandra Načuk », sur le site officiel du WTA Tour